# 호세 아구스틴 아란사발
호세 아구스틴 아란사발 아스카시바르(스페인어: José Agustín Aranzábal Askasibar; 1946년 7월 23일, 바스크 주 베르가라 ~ 2020년 12월 30일, 바스크 주 베르가라)는 가스텔루(스페인어: Gaztelu)로도 알려진 스페인의 전 축구 선수로, 현역 시절 미드필더로 활약했다.
현역 시절 전부를 레알 소시에다드에서 보낸 그는 308번의 공식 경기에 출전해 32골을 넣었다.

## 클럽 경력
가스텔루는 기푸스코아 도 베르가라 출신이다. 유년 시절에 붙은 그의 별명은 바스크어로 성을 뜻하는데, 그의 고모가 운영하던 농장명에서 이름을 딴 것이었다. 그는 1965년에 고향 구단에서 레알 소시에다드로 이적했고, 2군에서 1년을 보낸 그는 20세의 나이로 1군에 승격했다.
가스텔루는 1967년 10월 8일, 0-0으로 비긴 세비야와의 원정 경기에서 라 리가 신고식을 치렀다. 첫 공식 골은 이듬해 11월 17일에 처음 넣었는데, 이 경기에서는 데포르티보와 1-1 무승부를 거두었다. 1970년, 스페인 U-23 국가대표팀에 차출되었을 때, 그는 이탈리아전에서 중상을 당해 2년 가까이 출전하지 못했다.
가스텔루는 1973-74 시즌에 29번의 경기에 출전해 개인 시즌 최다인 7골을 기록해 하양-파랑 군단이 리그를 4위로 마무리하도록 도왔다. 1976년 12월 5일, 그는 통산 10번째 시즌을 자축했는데, 5-0으로 이긴 아틀레틱 빌바오와의 바스크 더비 경기에서 페널티 킥 1골을 포함해 2골을 넣어 대승을 견인했다.
가스텔루는 1980-81 시즌에 1경기 출전했는데, 소속 구단은 이 시즌에 사상 첫 리그 우승을 거두었다. 이 과정에서, 그는 1966-67 시즌을 세군다 디비시온에서 보내 승격을 이룩하고 리그 정상까지 오른 첫 선수라는 영예를 안았고, 1980-81 시즌 말에 35세의 나이로 현역에서 은퇴했다.

## 국가대표팀 경력
가스텔루는 2년 동안 두 차례 스페인 국가대표팀 경기에 출전했다. 그의 첫 국가대표팀 경기는 1969년 10월 15일, 라 리네아 데 라 콘셉시온에서 열린 핀란드와의 1970년 월드컵 예선전 경기로 6-0 대승을 거두었다.

## 사생활
가스텔루의 아들 아구스틴 아란사발도 축구 선수로 수비수로 활약했다. 그도 레알 소시에다드와 스페인 국가대표팀에서 활약했다.

## 수상
- 라 리가: 1980–81
- 세군다 디비시온: 1966–67

## 같이 보기
- 원클럽맨 명단